# Roeien op de Olympische Zomerspelen 1952
Roeien is een van de sporten die beoefend werden tijdens de Olympische Zomerspelen 1952 in Helsinki.

## Heren

### skiff
| rang   | sporter         | land | tijd   |
| ------ | --------------- | ---- | ------ |
| Goud   | Joeri Tjoekalov | URS  | 8:12.8 |
| Zilver | Mervyn Wood     | AUS  | 8:14.5 |
| Brons  | Teodor Kocerka  | POL  | 8:19.4 |
| 4      | Anthony Fox     | GBR  | 8:22.5 |
| 5      | Ian Stephen     | RSA  | 8:31.4 |
| 6      | John Kelly, Jr. | USA  |        |
| 6      | Günter Schütt   | SAA  |        |
| 6      | Paul Meyer      | SUI  |        |

### dubbel-twee
| rang   | sporters                            | land | tijd   |
| ------ | ----------------------------------- | ---- | ------ |
| Goud   | Tranquilo Cappozzo Eduardo Guerrero | ARG  | 7:32.2 |
| Zilver | Georgi Zjilin Igor Jemtsjoek        | URS  | 7:38.3 |
| Brons  | Miguel Seijas Juan Rodríguez        | URU  | 7:43.7 |
| 4      | Jacques Maillet Achille Giovannoni  | FRA  | 7:46.8 |
| 5      | Antonín Malinkovič Jiří Vykoukal    | TCH  | 7:53.8 |
| 6      | Bernard Costello Walter Hoover      | USA  |        |
| 6      | Waldemar Beck Gerhard Füssmann      | GER  |        |
| 6      | Silvio Bergamini Lodovico Sommaruga | ITA  |        |

### twee-zonder-stuurman
| rang   | sporters                            | land | tijd   |
| ------ | ----------------------------------- | ---- | ------ |
| Goud   | Charles Logg Thomas Price           | USA  | 8:20.7 |
| Zilver | Michel Knuysen Bob Baetens          | BEL  | 8:23.5 |
| Brons  | Kurt Schmid Hans Kalt               | SUI  | 8:32.7 |
| 4      | David Callender Christopher Davidge | GBR  | 8:37.4 |
| 5      | Jean-Pierre Souche René Guissart    | FRA  | 8:48.8 |
| 6      | Alberto Madero Oscar Almirón        | ARG  |        |
| 6      | Bent Jensen Palle Tillisch          | DEN  |        |
| 6      | Bernt Torberntsson Evert Gunnarsson | SWE  |        |

### twee-met-stuurman
| rang   | sporters                                                     | land | tijd   |
| ------ | ------------------------------------------------------------ | ---- | ------ |
| Goud   | Raymond Salles Gaston Mercier Bernard Malivoire (stuurman)   | FRA  | 8:28.6 |
| Zilver | Heinz Manchen Helmut Heinhold Helmut Noll (stuurman)         | GER  | 8:32.1 |
| Brons  | Svend Pedersen Poul Svendsen Jørgen Frantsen (stuurman)      | DEN  | 8:34.9 |
| 4      | Giuseppe Ramani Aldo Tarlao Luciano Marion (stuurman)        | ITA  | 8:38.4 |
| 5      | Veijo Mikkolainen Toimi Pitkänen Erkki Lyijynen (stuurman)   | FIN  | 8:40.8 |
| 6      | James Fifer Duvall Hecht James Beggs (stuurman)              | USA  |        |
| 6      | Czesław Lorenc Romuald Thomas Zdzisław Michalski (stuurman)  | POL  |        |
| 6      | Hippolyte Mattele Eugeen Jacobs Kamiel van Dooren (stuurman) | BEL  |        |

### vier-zonder-stuurman
| rang   | sporters                                                                    | land | tijd   |
| ------ | --------------------------------------------------------------------------- | ---- | ------ |
| Goud   | Duje Bonačić Velimir Valenta Mate Trojanović Petar Šegvić                   | YUG  | 7:16.0 |
| Zilver | Pierre Blondiaux Jacques Guissart Marc Bouissou Roger Gautier               | FRA  | 7:18.9 |
| Brons  | Veikko Lommi Kauko Wahlsten Oiva Lommi Lauri Nevalainen                     | FIN  | 7:23.3 |
| 4      | Harry Almond John Jones James Crowden George Cadbury                        | GBR  | 7:25.2 |
| 5      | Zbigniew Schwarzer Edward Schwarzer Henryk Jagodziński Zbigniew Żarnowiecki | POL  | 7:28.2 |
| 6      | Roman Sacharov Joeri Rogozov Ivan Makarov Vladimir Kirsanov                 | URS  |        |
| 6      | Werner Biel Hans Krause-Wichmann Joachim Krause-Wichmann Hans Peters        | SAA  |        |
| 6      | Giuseppe Moioli Elio Morille Giovanni Invernizzi Franco Faggi               | ITA  |        |

### vier-met-stuurman
| rang   | sporters                                                                                          | land | tijd   |
| ------ | ------------------------------------------------------------------------------------------------- | ---- | ------ |
| Goud   | Karel Mejta Jiří Havlis Jan Jindra Stanislav Lusk Miroslav Koranda (stuurman)                     | TCH  | 7:33.4 |
| Zilver | Enrico Bianchi Karl Weidmann Heinrich Scheller Emile Ess Walter Leiser (stuurman)                 | SUI  | 7:36.5 |
| Brons  | Carl Lovested Alvin Ulbrickson Richard Wahlström Matthew Leanderson Albert Rossi (stuurman)       | USA  | 7:37.0 |
| 4      | Roderick MacMillan Graham Fisk Lawrence Guest Peter de Giles Paul Massey (stuurman)               | GBR  | 7:41.2 |
| 5      | Kurt Grönholm Paul Stråhlman Birger Karlsson Karl-Erik Johansson Antero Tukiainen (stuurman)      | FIN  | 7:43.8 |
| 6      | Kirill Poetirski Jevgeni Tretnikov Georgi Goetsjenko Boris Fedorov Boris Bretsjko (stuurman)      | URS  |        |
| 6      | Albino Trevisan Amedeo Scarpi Abbondio Smerghetto Tarquinio Angiolin Domenico Cambieri (stuurman) | ITA  |        |
| 6      | Bjørn Christoffersen Arnfinn Larsen Wilhelm Hayden Thor Nilsen Leif Andersen (stuurman)           | NOR  |        |

### acht
| rang   | sporters | land | tijd   |
| ------ | --- | ---- | ------ |
| Goud   | Frank Shakespeare William Fields James Dunbar Richard Murphy Robert Detweiler Henry Proctor Wayne Frye Edward Stevens Charles Manring (stuurman)                                    | USA  | 6:25.9 |
| Zilver | Jevgeni Brago Vladimir Rodimoesjkin Aleksej Komarov Igor Borisov Slava Amiragov Leonid Gissen Jevgeni Samsonov Vladimir Krjoekov Igor Poljakov (stuurman)                           | URS  | 6:31.2 |
| Brons  | Robert Tinning Ernest Chapman Nimrood Greenwood Menryn Finlay Edward Pain Phillip Cayzer Thomas Chessel David Anderson Geoffrey Williamson (stuurman)                               | AUS  | 6:33.1 |
| 4      | David Macklin Alastair MacLeod Nicholas Clack Roger Sharpley Edward Worlidge Charles Lloyd William Windham David Jennens John Hinde (stuurman)                                      | GBR  | 6:34.8 |
| 5      | Anton Reinartz Michael Reinartz Roland Freiloff Heinz Zünkler Peter Betz Stefan Reinartz Hans Betz Toni Siebenhaar Hermann Zander (stuurman)                                        | GER  | 6:42.8 |
| 6      | Ladislav Matetić Branko Belačić Vlado Horvat Vojko Šeravić Karlo Pavlenč Boris Beljak Stanko Despot Drago Husjak Zdenko Bego (stuurman)                                             | YUG  |        |
| 6      | István Sándor Csaba Kovács Miklós Zágon Tibor Nádas Rezső Riheczky Pál Bakos László Márton Béla Zsitnik Róbert Zimonyi (stuurman)                                                   | HUN  |        |
| 6      | Albert Edward Chilcott Jacob Taylor Henry M. Westlake Frank David Young John Arthur Sharp Mervin Gilbert Kaye Angus John Russel George Friar Mccauley Norman Robert Rowe (stuurman) | CAN  |        |

## Medaillespiegel
| rang   | land              | goud | zilver | brons | totaal |
| ------ | ----------------- | ---- | ------ | ----- | ------ |
| 1      | Verenigde Staten  | 2    | 0      | 1     | 3      |
| 2      | Sovjet-Unie       | 1    | 2      | 0     | 3      |
| 3      | Frankrijk         | 1    | 1      | 0     | 2      |
| 4      | Argentinië        | 1    | 0      | 0     | 1      |
| 4      | Joegoslavië       | 1    | 0      | 0     | 1      |
| 4      | Tsjecho-Slowakije | 1    | 0      | 0     | 1      |
| 7      | Australië         | 0    | 1      | 1     | 2      |
| 7      | Zwitserland       | 0    | 1      | 1     | 2      |
| 9      | België            | 0    | 1      | 0     | 1      |
| 9      | Duitsland         | 0    | 1      | 0     | 1      |
| 11     | Denemarken        | 0    | 0      | 1     | 1      |
| 11     | Finland           | 0    | 0      | 1     | 1      |
| 11     | Polen             | 0    | 0      | 1     | 1      |
| 11     | Uruguay           | 0    | 0      | 1     | 1      |
| totaal | totaal            | 7    | 7      | 7     | 21     |